# Гавранчикова, Альжбета
Альжбе́та Гавра́нчикова (словац. Alžbeta Havrančíková; род. 27 сентября 1963 года в Попраде, Чехословакия) — словацкая лыжница, вице-чемпионка Кубка мира 1988/89 годов.

## Карьера
Гавранчикова дебютировала на Кубке мира 17 марта 1984 года в родном Штрбске-Плесо. На дистанции 5 км она стала десятой. Лучших кубковых результатов добилась в 1988/89 годах. В этом сезоне она выиграла свои личные гонки во взрослой карьере — на 30 км коньком в Клингентале и 5 км коньком в Ла-Фекла. В общем зачете заняла высокое второе место, пропустив только россиянку Елену Вяльбе.
На чемпионате мира в Лахти в 1989 году была в шаге от медалей в гонках 10 км и 30 км свободным стилем (в обеих гонках заняла 4 место).
В 1993 году на чемпионате мира в Фалуне была пятой в марафоне 30 км свободным стилем. Это были самые высокие результаты Гавранчиковой на чемпионатах мира.
Участвовала в четырёх Олимпиадах (1988, 1992, 1994, 1998). Лучшим результатом стало 6-е место в эстафете на Олимпийских играх в Альбервилле в 1992 году.
После сезона 1999/2000 годов завершила карьеру.